# قطعنامه ۱۶۵۱ شورای امنیت
قطعنامه  ۱۶۵۱ شورای امنیت سازمان ملل متحد که در تاریخ ۲۱ دسامبر ۲۰۰۵ تصویب شد، سندی بین‌المللی دربارهٔ بررسی وضعیت مربوط به سودان است. این قطعنامه طی نشست ۵۳۴۲ام با ۱۵ رای موافق، ۰ مخالف و ۰ ممتنع تصویب شد.